# Reggimenti dell'Imperial regio Esercito austriaco
Di seguito l'elenco dei reggimenti dell'Imperial regio Esercito creati dalla costituzione dell'Esercito imperiale austriaco dopo il disfacimento dell'esercito Sacro Romano Impero nel 1806 sino al 1914.
L'esercito Imperial regio austriaco è stato, sin dalla sua ufficiale creazione durante il periodo della Restaurazione, suddiviso in reggimenti che spesso prendevano il nome dal colonnello che ne era proprietario o titolare e che erano univocamente identificati con dei numeri. Sono contestualmente anche indicati i colori del reggimento che venivano appuntati sulle mostrine al collo.

## Fanteria
All'inizio del 1859, i soldati di fanteria erano pari a 458.000 unità.
| unità                                                       | distinzioni           | bottoni |
| ----------------------------------------------------------- | --------------------- | ------- |
| Reggimento fanti N° 1                                       | bruno rossastro       | gialli  |
| Reggimento fanti N° 2                                       | sabbia                | gialli  |
| Reggimento fanti N° 3                                       | fiore di granturco    | bianchi |
| Reggimento fanti N° 4                                       | fiore di granturco    | gialli  |
| Reggimento fanti N° 5                                       | rosso pomodoro        | gialli  |
| Reggimento fanti N° 6                                       | rosso pomodoro        | bianchi |
| Reggimento fanti N° 7                                       | tronco                | bianchi |
| Reggimento fanti N° 8                                       | verde primavera scuro | gialli  |
| Reggimento fanti N° 9 "conte Hartmann"                      | verde marino medio    | gialli  |
| Reggimento fanti N° 10                                      | verde foresta         | bianchi |
| Reggimento fanti N° 11                                      | grigio ardesia chiaro | gialli  |
| Reggimento fanti N° 12 "arciduca Guglielmo"                 | tronco                | gialli  |
| Reggimento fanti N° 13                                      | rosso pomodoro        | gialli  |
| Reggimento fanti N° 14                                      | nero                  | gialli  |
| Reggimento fanti N° 15                                      | salmone               | gialli  |
| Reggimento fanti N° 16 "De Wenhardt"                        | zafferano             | gialli  |
| Reggimento fanti N° 17                                      | rosso alzarino        | bianchi |
| Reggimento fanti N° 18                                      | bruno rossastro       | bianchi |
| Reggimento fanti N° 19                                      | celeste               | bianchi |
| Reggimento fanti N° 20                                      | salmone               | bianchi |
| Reggimento fanti N° 21                                      | blu cadetto           | gialli  |
| Reggimento fanti N° 22                                      | zafferano profondo    | bianchi |
| Reggimento fanti N° 23                                      | rosso alzarino        | bianchi |
| Reggimento fanti N° 24                                      | grigio ardesia chiaro | bianchi |
| Reggimento fanti N° 25                                      | blu cadetto           | bianchi |
| Reggimento fanti N° 26                                      | nero                  | bianchi |
| Reggimento fanti N° 27                                      | zafferano profondo    | gialli  |
| Reggimento fanti N° 28 "Vittorio Emanuele III, Re d'Italia" | verde primavera scuro | bianchi |
| Reggimento fanti N° 29 "conte di Thun"                      | blu acciaio           | bianchi |
| Reggimento fanti N° 30                                      | ardesia               | gialli  |
| Reggimento fanti N° 31                                      | zafferano profondo    | bianchi |
| Reggimento fanti N° 32                                      | celeste               | gialli  |
| Reggimento fanti N° 33                                      | grigio ardesia chiaro | bianchi |
| Reggimento fanti N° 34                                      | salmone               | bianchi |
| Reggimento fanti N° 35                                      | salmone               | gialli  |
| Reggimento fanti N° 36                                      | rosso pomodoro        | bianchi |
| Reggimento fanti N° 37 "arciduca Giuseppe"                  | castagno              | gialli  |
| Reggimento fanti N° 38                                      | nero                  | bianchi |
| Reggimento fanti N° 39                                      | castagno              | bianchi |
| Reggimento fanti N° 40                                      | blu acciaio           | gialli  |
| Reggimento fanti N° 41                                      | zafferano             | bianchi |
| Reggimento fanti N° 42                                      | rosso pomodoro        | bianchi |
| Reggimento fanti N° 43                                      | rosso alzarino        | gialli  |
| Reggimento fanti N° 44                                      | rosso pomodoro        | gialli  |
| Reggimento fanti N° 45                                      | castagno              | bianchi |
| Reggimento fanti N° 46 "conte Yellachich"                   | verde foresta         | gialli  |
| Reggimento fanti N° 47                                      | blu notte             | bianchi |
| Reggimento fanti N° 48 "arciduca Ernesto"                   | blu notte             | gialli  |
| Reggimento fanti N° 49                                      | ardesia               | bianchi |
| Reggimento fanti N° 50                                      | verde foresta         | bianchi |
| Reggimento fanti N° 51                                      | grigio ardesia chiaro | bianchi |
| Reggimento fanti N° 52                                      | rosso alzarino        | gialli  |
| Reggimento fanti N° 53                                      | rosso alzarino        | bianchi |
| Reggimento fanti N° 54                                      | verde marino medio    | bianchi |
| Reggimento fanti N° 55                                      | rosso alzarino        | gialli  |
| Reggimento fanti N° 56                                      | verde foresta         | gialli  |
| Reggimento fanti N° 57                                      | rosso pomodoro        | gialli  |
| Reggimento fanti N° 58                                      | nero                  | bianchi |
| Reggimento fanti N° 59                                      | rosso pomodoro        | gialli  |
| Reggimento fanti N° 60 "principe Wasa"                      | blu notte             | bianchi |
| Reggimento fanti N° 61                                      | verde primavera scuro | gialli  |
| Reggimento fanti N° 62                                      | verde primavera scuro | bianchi |
| Reggimento fanti N° 63                                      | rosso pomodoro        | bianchi |
| Reggimento fanti N° 64                                      | rosso pomodoro        | gialli  |
| Reggimento fanti N° 65                                      | salmone               | gialli  |
| Reggimento fanti N° 66                                      | salmone               | bianchi |
| Reggimento fanti N° 67                                      | rosa scuro            | bianchi |
| Reggimento fanti N° 68                                      | malva chiaro          | gialli  |
| Reggimento fanti N° 69                                      | ardesia               | bianchi |
| Reggimento fanti N° 70                                      | grigio tè verde       | gialli  |
| Reggimento fanti N° 71                                      | rosa scuro            | gialli  |
| Reggimento fanti N° 72                                      | blu acciaio           | gialli  |
| Reggimento fanti N° 73                                      | rosso alzarino        | gialli  |
| Reggimento fanti N° 74                                      | rosso pomodoro        | bianchi |
| Reggimento fanti N° 75                                      | blu acciaio           | bianchi |
| Reggimento fanti N° 76                                      | ardesia               | gialli  |
| Reggimento fanti N° 77                                      | rosso alzarino        | bianchi |
| Reggimento fanti N° 78                                      | malva chiaro          | bianchi |
| Reggimento fanti N° 79                                      | pistacchio            | bianchi |
| Reggimento fanti N° 80                                      | castagno              | bianchi |
| Reggimento fanti N° 81                                      | castagno              | bianchi |
| Reggimento fanti N° 82                                      | castagno              | bianchi |
| Reggimento fanti N° 83                                      | terra d'ombra         | bianchi |
| Reggimento fanti N° 84                                      | castagno              | gialli  |
| Reggimento fanti N° 85                                      | pistacchio            | gialli  |
| Reggimento fanti N° 86                                      | castagno              | gialli  |
| Reggimento fanti N° 87                                      | grigio tè verde       | bianchi |
| Reggimento fanti N° 88                                      | bruno rossastro       | bianchi |
| Reggimento fanti N° 89                                      | bruno rossastro       | gialli  |
| Reggimento fanti N° 90                                      | castagno              | gialli  |
| Reggimento fanti N° 91                                      | verde veronese        | gialli  |
| Reggimento fanti N° 92                                      | bianco                | bianchi |
| Reggimento fanti N° 93                                      | terra d'ombra         | gialli  |
| Reggimento fanti N° 94                                      | bianco                | gialli  |
| Reggimento fanti N° 95                                      | castagno              | bianchi |
| Reggimento fanti N° 96                                      | castagno              | gialli  |
| Reggimento fanti N° 97                                      | magenta chiaro        | bianchi |
| Reggimento fanti N° 98                                      | marrone chiaro        | bianchi |
| Reggimento fanti N° 99                                      | zafferano             | gialli  |
| Reggimento fanti N° 100                                     | marrone chiaro        | gialli  |
| Reggimento fanti N° 101                                     | zafferano             | bianchi |
| Reggimento fanti N° 102                                     | verde veronese        | gialli  |

La situazione rimase invariata sino al 1917 quando, a seguito delle riforme in vista della prima guerra mondiale, ogni reggimento venne riformato su un massimo di tre battaglioni e quindi i restanti battaglioni andarono a formare un nuovo comparto di reggimenti numerati dal 103 al 139, tutti con le medesime caratteristiche e mostrinature, ovvero di colore blu acciaio con bottoni dorati.
| unità                                 | distinzioni | bottoni |
| ------------------------------------- | ----------- | ------- |
| Reggimento fanti dal N° 103 al N° 139 | blu acciaio | gialli  |

 Feldjäger 
Fanteria leggera che originariamente apparteneva alla tipologia dei Jäger.
| unità                              | distinzioni | bottoni |
| ---------------------------------- | ----------- | ------- |
| Reggimento fanti dal N° 1 al N° 32 | verde erba  | gialli  |

 Kaiserjäger 
Fanteria leggera come i Feldjäger ma arruolata prevalentemente in Tirolo.
| unità                             | distinzioni | bottoni |
| --------------------------------- | ----------- | ------- |
| Reggimento fanti dal N° 1 al N° 4 | verde erba  | gialli  |

 Landwehr 
I membri del Landwehr, la fanteria regolare della Cisleitania, riportavano un panneggio verde, a cui si assommavano tre reggimenti specifici per la guerra di montagna, i Landesschützen.
| unità                              | distinzioni | bottoni |
| ---------------------------------- | ----------- | ------- |
| Reggimento fanti dal N° 1 al N° 37 | verde erba  | bianchi |

 Landsturm 
La leva di massa reclutata in caso di mobilitazione nel territorio della Cisleitania.
| unità        | distinzioni | bottoni |
| ------------ | ----------- | ------- |
| Vari reparti | verde erba  | gialli  |

 Fanteria bosniaca 
Con la conquista della Bosnia ed Erzegovina e la definitiva annessione all'Impero austro-ungarico, l'esercito imperiale si dotò anche di alcuni contributi militari provenienti da queste aree che pure non furono inquadrati nella fanteria ordinaria.
| unità                             | distinzioni    | bottoni |
| --------------------------------- | -------------- | ------- |
| Reggimento fanti dal N° 1 al N° 4 | rosso alzarino | gialli  |

 Feldjäger bosniaci 
Fanteria leggera come i Feldjäger ma arruolata prevalentemente in Bosnia ed Erzegovina.
| unità                             | distinzioni | bottoni |
| --------------------------------- | ----------- | ------- |
| Reggimento fanti dal N° 1 al N° 8 | verde erba  | gialli  |

 Fanteria ungherese 
 Honved 
La fanteria regolare della Transleithania.
| unità           | distinzioni | bottoni |
| --------------- | ----------- | ------- |
| Vari reggimenti | tronco      | gialli  |

 Landsturm ungheresi 
La leva di massa reclutata in caso di mobilitazione nel territorio della Transleithania.
| unità           | distinzioni | bottoni |
| --------------- | ----------- | ------- |
| Vari reggimenti | tronco      | gialli  |

## Cavalleria
All'inizio del 1859, i soldati di fanteria erano pari a 56.000 unità di cui 17.000 soldati di cavalleria pesante e 39.000 di cavalleria leggera.
 Dragoni 
| unità                    | distinzioni           | bottoni |
| ------------------------ | --------------------- | ------- |
| Reggimento dragoni N° 1  | castagno              | bianchi |
| Reggimento dragoni N° 2  | nero                  | bianchi |
| Reggimento dragoni N° 3  | castagno              | gialli  |
| Reggimento dragoni N° 4  | verde primavera scuro | bianchi |
| Reggimento dragoni N° 5  | sabbia                | bianchi |
| Reggimento dragoni N° 6  | nero                  | gialli  |
| Reggimento dragoni N° 7  | zafferano             | bianchi |
| Reggimento dragoni N° 8  | castagno              | gialli  |
| Reggimento dragoni N° 9  | verde primavera scuro | gialli  |
| Reggimento dragoni N° 10 | zafferano             | gialli  |
| Reggimento dragoni N° 11 | castagno              | bianchi |
| Reggimento dragoni N° 12 | sabbia                | gialli  |
| Reggimento dragoni N° 13 | rosso pomodoro        | bianchi |
| Reggimento dragoni N° 14 | rosso pomodoro        | gialli  |
| Reggimento dragoni N° 15 | bianco                | gialli  |

 Ussari 
| unità                   | giacca                | distinzioni        | bottoni |
| ----------------------- | --------------------- | ------------------ | ------- |
| Reggimento ussari N° 1  | blu marino            | blu                | gialli  |
| Reggimento ussari N° 2  | bianco                | azzurro fiordaliso | gialli  |
| Reggimento ussari N° 3  | bianco                | blu                | gialli  |
| Reggimento ussari N° 4  | rosso pomodoro        | azzurro fiordaliso | bianchi |
| Reggimento ussari N° 5  | rosso pomodoro        | blu                | bianchi |
| Reggimento ussari N° 6  | grigio ardesia chiaro | azzurro fiordaliso | gialli  |
| Reggimento ussari N° 7  | avio                  | azzurro fiordaliso | bianchi |
| Reggimento ussari N° 8  | rosso pomodoro        | blu                | gialli  |
| Reggimento ussari N° 9  | bianco                | blu                | bianchi |
| Reggimento ussari N° 10 | avio                  | azzurro fiordaliso | bianchi |
| Reggimento ussari N° 11 | grigio ardesia chiaro | blu                | gialli  |
| Reggimento ussari N° 12 | bianco                | azzurro fiordaliso | bianchi |
| Reggimento ussari N° 13 | blu marino            | blu                | bianchi |
| Reggimento ussari N° 14 | rosso pomodoro        | azzurro fiordaliso | gialli  |
| Reggimento ussari N° 15 | grigio ardesia chiaro | blu                | gialli  |
| Reggimento ussari N° 16 | grigio ardesia chiaro | azzurro fiordaliso | bianchi |

 Ulani 
| unità                                         | distinzioni    | bottoni |
| --------------------------------------------- | -------------- | ------- |
| Reggimento ulani N° 1                         | sabbia         | gialli  |
| Reggimento ulani N° 2                         | verde foresta  | gialli  |
| Reggimento ulani N° 3                         | rosso pomodoro | gialli  |
| Reggimento ulani N° 4                         | bianco         | gialli  |
| Reggimento ulani N° 5                         | avio           | gialli  |
| Reggimento ulani N° 6                         | sabbia         | bianchi |
| Reggimento ulani N° 7                         | verde foresta  | bianchi |
| Reggimento ulani N° 8                         | rosso pomodoro | bianchi |
| Reggimento ulani N° 11                        | castagno       | bianchi |
| Reggimento ulani N° 12 "Re delle Due Sicilie" | blu            | gialli  |
| Reggimento ulani N° 13                        | blu            | bianchi |

 Cavalleria ungherese 
= Honved =
| unità                   | distinzioni | copricapo    | bottoni |
| ----------------------- | ----------- | ------------ | ------- |
| Reggimento honved N° 1  | castagno    | grigio       | gialli  |
| Reggimento honved N° 2  | castagno    | blu chiaro   | gialli  |
| Reggimento honved N° 3  | castagno    | bianco       | gialli  |
| Reggimento honved N° 4  | castagno    | nero         | gialli  |
| Reggimento honved N° 5  | castagno    | rosso robbio | gialli  |
| Reggimento honved N° 6  | castagno    | blu          | gialli  |
| Reggimento honved N° 7  | castagno    | verde        | gialli  |
| Reggimento honved N° 8  | castagno    | rosso robbio | gialli  |
| Reggimento honved N° 9  | castagno    | rosso robbio | gialli  |
| Reggimento honved N° 10 | castagno    | rosso robbio | gialli  |

## Artiglieria
Tutti i reparti d'artiglieria dell'esercito comune (campale, obici campali, divisioni d'artiglieria a cavallo, obici pesanti, artiglieria da montagna, artiglieria da fortezza, artiglieria della Landwehr e dell' Honvéd) portavano le stesse mostrine, ovvero di panno rosso scarlatto e bottoni gialli, con un cannone e un razzo incrociati in rilievo. All'inizio del 1859, i soldati di artiglieria erano pari a 50.000 unità con 792 cannoni.
| unità           | distinzioni | bottoni |
| --------------- | ----------- | ------- |
| Vari reggimenti | scarlatto   | gialli  |

## Genio
All'inizio del 1859, i soldati di fanteria erano pari a 13.000 unità.

### Zappatori
| unità           | distinzioni | bottoni |
| --------------- | ----------- | ------- |
| Vari reggimenti | ciliegia    | gialli  |

### Pionieri e pontieri
| unità           | distinzioni | bottoni |
| --------------- | ----------- | ------- |
| Vari reggimenti | blu notte   | bianchi |

## Sanità
All'inizio del 1859, i soldati di fanteria erano pari a 30.000 unità.

### Medici
| unità  | distinzioni | bottoni |
| ------ | ----------- | ------- |
| Medici | nero        | gialli  |

### Infermieri, farmacisti e veterinari
| unità           | distinzioni  | bottoni |
| --------------- | ------------ | ------- |
| Vari reggimenti | rosso robbio | bianchi |